# Edna Neillis
Edna Neillis (Glasgow, 15 aprile 1953 – Cumbernauld, 18 luglio 2015) è stata una calciatrice scozzese.
Elsie Cook di lei ha detto

## Gli inizi
Iniziò a giocare a calcio nei primi anni '60 nei quartieri ovest di Glasgow con i Ruchazie Boys, quasi sempre per strada. Fra i suoi ricordi c'è la squadra dei ragazzi di Queens Park in una partita contro altri ragazzi su un campo coperto di cenere nera, un campo di calcio nero nero non verde.
Dopo poco tempo si spostarono sul campo della ditta McFarland Langs allenandosi su un campo ottimale, il campo giochi Westthorn, poco distante da London Road. Il Westthorn United si allenava vicino al Barrowfield, il campo dei ragazzi del Celtic contro i quali giocò un paio di volte.
Una volta fu visionata da Jock Stein il quale le disse che l'avrebbe messa subito in squadra se fosse stato un maschio, ma tutti sapevano che teneva per i Rangers e questo non lo impedì di riportarla a casa un paio di volte.
Con il Westthorn United Edna vinse la Butlins Cup organizzata da Hughie Green che le valse la partecipazione alla finale che si svolse a Londra, il suo primo viaggio alla capitale inglese.

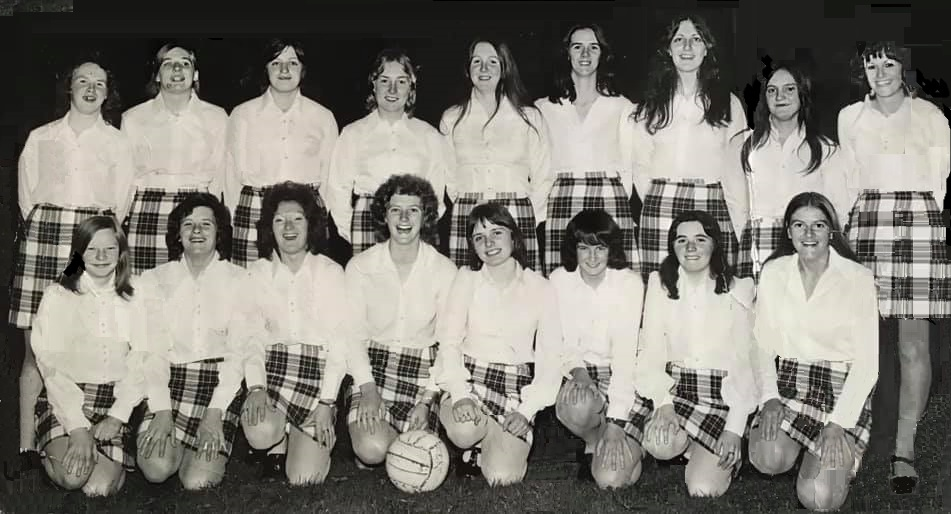
La Scozia della partita di San Siro, 24 settembre 1974. In piedi da sinistra: Helen Layden, Diane McLaren, Yvonne Carmouche, Elisabeth Smith, Wendy McDonald, Margaret Wilson, Sheila Begbie, Maria Blagojevic, Elsie Cook (C.T.). Davanti, da sinistra: Elisabeth Ure, June Hunter, Edna Neillis, Mary Strain, Eleanor Vinesky, Sheila Beveridge, Mary Carr e Margaret McAuley.

La prima partita con la rappresentativa scozzese (non ufficiale) fu il match sul campo del Stewarton & Thistle del 1972 in cui sconfissero quella inglese per 3 a 2.
Nel 1973 vinse la Coppa di Scozia, prima manifestazione ufficiale della neonata Scottish League, prendendo parte ad ogni partita come titolare. Partecipò anche alla Mitre Cup nel 1973, quella che adesso definiamo come Woman's FA Cup, e alla fine dell'anno fu inclusa nella rappresentativa scozzese che prese parte a fine anno ad una importante trasferta-esibizione in Marocco.

## Il professionismo

GBC Milan del 1976 con lo scudetto vinto nel 1975. Edna è la seconda da destra delle accosciate.

A soli 21 decise di diventare una calciatrice professionista e con la compagna di squadra Rose Reilly, grazie all'aiuto di Elsie Cook che scrisse per lei un curriculum sportivo e furono presentate a Stan Shivas del Daily Record il quale si rese conto che avrebbe scritto un articolo molto significativo. Il giornale raccolse le offerte giunte al giornale così fu loro pagata la trasferta per partecipare al casting del Stade Reims. Stan ed un fotografo le seguirono in Francia.
Stan Shivas scrisse che entrambe non conoscevano alcuna lingua straniera non essendo mai uscite dal loro paese e che erano in difficoltà perché fino a quel momento avevano vissuto in un ambito molto limitato.
Allo Stade de Reims furono prese subito dal presidente Pierre Geoffroy e giocarono le ultime partite del campionato 1973-1974.
Fu lì che furono notate da un dirigente dell'ACF Milan che le portò a Milano.

Il successo con le rossonere fu immediato: scudetto e coppa Italia 1975 battendo in finale la Lazio Lubiam per 3-0 con la sua doppietta e il terzo gol di Rose.

A Gorgonzola nel 1982. Edna è la terza da sinistra delle accosciate.

Intanto nel 1975, per aver apertamente criticato l'operato dell'allenatore della nazionale scozzese, lei, Elsie Cook e Rose Reilly furono squalificate a vita dalla Scottish League.
Edna e Rose aprirono la strada alle altre calciatrici scozzesi al campionato italiano: Anne McCallum, Maria Blagojevic, Maggie Wilson, Mary Carr, June Hunter e Mary Strain le raggiunsero a partire dal 1976.
Passata nel 1978 all'Associazione Calcio Femminile Gorgonzola dei fratelli Bolis è protagonista all'attacco (mezz'ala sinistra) con June Hunter e Rose Reilly perdendo allo spareggio contro la Lazio lo scudetto 1980 centrando però l'obiettivo Coppa Italia.
Nella stagione 1983 Livio Bolis porta tutta la prima squadra del Gorgonzola a vestire i colori del Piacenza a causa della decisione dell'amministrazione comunale gorgonzolese di escluderli dalla gestione del campo sportivo comunale. Ritornata sotto i colori gorgonzolesi, la stagione successiva contribuì alla vittoria nel campionato di Serie B.
In seguito è il Foggia ad allestire una squadra "forte" e a riportarla in Serie A nel 1985. In difficoltà finanziarie il Foggia rinunciò al campionato di Serie B per iscriversi alla Serie C pugliese 1988-1989.
Ha disputato l'ultimo campionato in Puglia a San Pietro in Lama all'A.C.F. San Pietro in Lama, squadra leccese, che volle disputare il campionato di Serie C 1989-1990 allestendo una squadra forte prelevando anche altre calciatrici da squadre di Serie B.
A fine campionato e prima dell'inizio di quello successivo, Edna nel 1990 decise di tornare definitivamente in Scozia ed appendere le scarpette al chiodo.

## A fine carriera
Sposatasi in Scozia con Robert, perse entrambe le gambe che le furono amputate a causa di una grave malattia.
Solo in tarda età, dopo importante documentario rievocativo Honeyballers trasmesso dalla BBC il 20 settembre 2013, per lei nel dicembre 2015 fu proposto l'inserimento del suo nome nella Hall of Fame del calcio scozzese.

## Palmarès

### Club
- Campionato italiano: 1

Milan: 1975
- Coppa Italia: 3

Milan: 1975, 1976
Gorgonzola: 1980